# Hydriomena terminipunctata
Hydriomena terminipunctata är en fjärilsart som beskrevs av Barnes och Mcdunnough 1916. Hydriomena terminipunctata ingår i släktet Hydriomena och familjen mätare. Inga underarter finns listade i Catalogue of Life.